# Josanne Potter
Pour les articles homonymes, voir Potter.
Josanne Potter est une footballeuse internationale anglaise née le 13 novembre 1984 à Mansfield dans le comté de Nottingham. Elle joue au poste de milieu de terrain et l'équipe d'Angleterre féminine avant de devenir entraîneuse.

## Carrière
Elle inscrit deux buts en équipe nationale : le 27 octobre 2005 contre la Hongrie, et le 17 septembre 2014 contre le Monténégro.
Elle participe à la phase finale de la Coupe du monde de football féminin 2015 organisée au Canada.
Lors de la saison 2014-2015, elle fait partie de la PFA Team of the Year (équipe type de l'année du championnat d'Angleterre).
Le 1er mai 2017, elle rejoint Reading.

## Palmarès

### Récompenses individuelles
- Membre de l'équipe type de WSL en 2014-15.